# Strudel

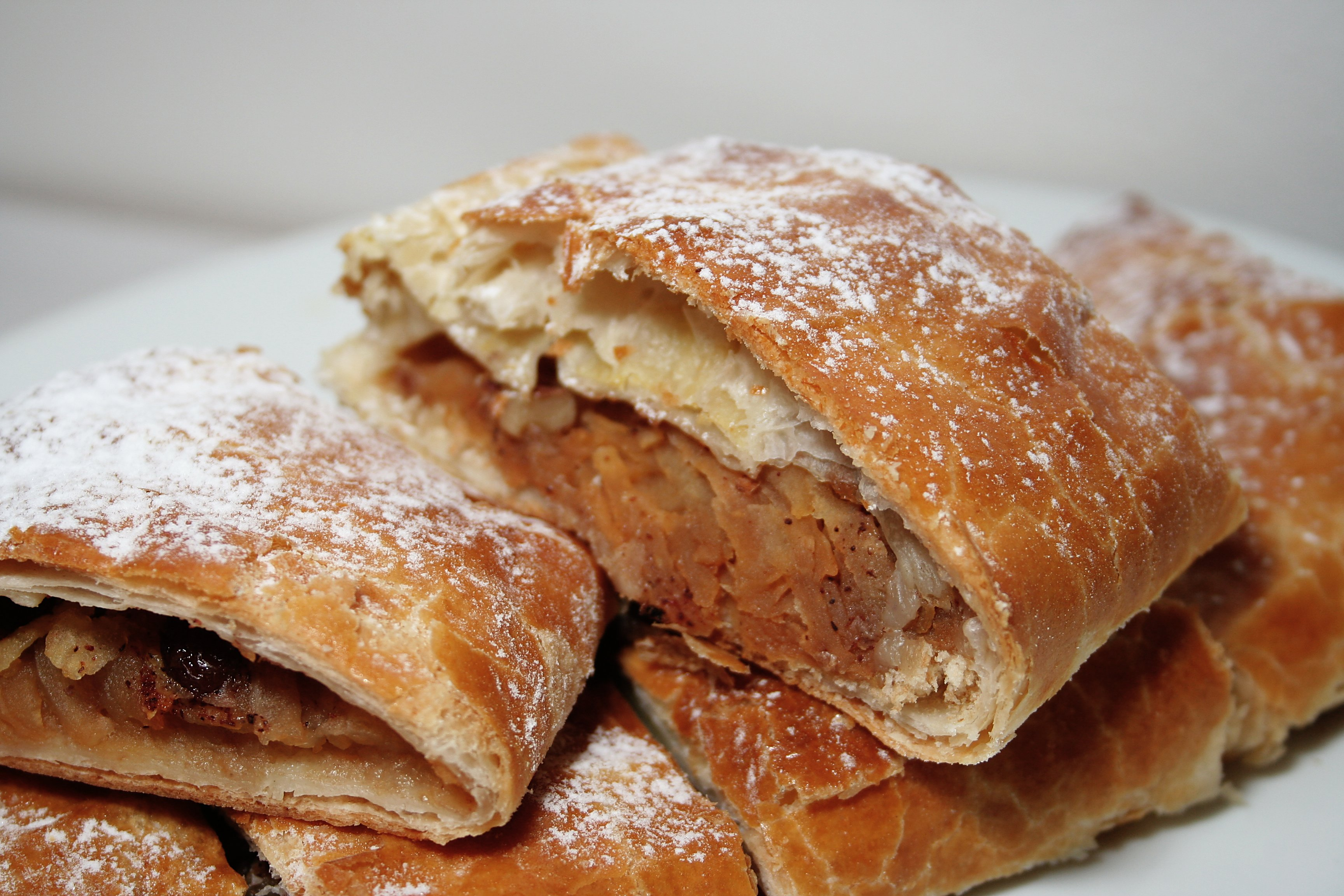
Äppelstrudel

Strudel (tyska för "strömvirvel") är ett tyskt eller österrikiskt bakverk, också populärt i Ungern, Tjeckien, Slovakien, Slovenien, Kroatien, Bosnien-Hercegovina,  och Serbien. Historiskt har den utvecklats och blivit omtyckt under det habsburgska styret i Österrike-Ungern. En populär variant är kvargstrudeln (tyska: Quarkstrudel eller Topfenstrudel). På senare år har även äppelstrudel (tyska: Apfelstrudel) blivit vanligt förekommande som tilltugg eller efterrätt. Det yttre höljet består av mycket tunna mördegsplattor eller smördeg. Fyllningen kan även baseras på till exempel körsbär, surkörsbär, vallmofrön, valnöt eller ost, surkål, spenat och köttfärs.